# Pont-de-Labeaume
Pont-de-Labeaume é uma comuna francesa na região administrativa de Auvérnia-Ródano-Alpes, no departamento de Ardèche. Estende-se por uma área de 4,66 km². Em 2010 a comuna tinha 583 habitantes (densidade: 125,1 hab./km²).